# Dvorișce, Gdov
Dvorișce (în rusă Дворище) este un sat din raionul Gdov, regiunea Pskov, Federația Rusă. Este locul de naștere al Taniei Saviceva.
În prezent satul este aproape abandonat. În 2010 mai avea numai 2 locuitori.